# التهاب الشفة السفعي
التهاب الشفة السفعي Actinic cheilitis (مختصر إلى AC، كما يصطلح تشقق الشفة الشعاعيالتقرن الشعاعي للشفة، solar cheilosis،شفة البحار(شفة المزارع)،
هو شكل من الْتِهاب الشَّفَة الذي يتسم بالألم أحياناً مع تَوَرُّم وتشكل جُلْبَة مُتَوَسِّفة في حوافِي الشِّفاه بعد التعرض لأَشِعَّةٌ سافِعَة ومن الممكن أن يكون حاد أو مزمن.

## العلامات والأعراض
يؤثر دائما تقريبا على الشفة السفلى وإلا في حالات نادرة الشفة العليا، ربما لأن الشفة السفلى هي أكثر عرضة لأشعة الشمس. في الحالات غير العادية التي ذكرت حيث أنه يؤثر على الشفة العليا، وهذا قد يكون راجعا إلى أن الشفاه العليا بارزة الصواري (زوايا الفم) لا يشاركون عادة.

## الأسباب
ويتسبب التهاب الشفة السفعي AC بواسطة الإفراط في التعرض المزمن للالأشعة فوق البنفسجية التي توجد في أشعة الشمس.
عامل خطر ما يلي:
- أسلوب الحياة في الهواء الطلق: على سبيل المثال المزارعون والبحارة والصيادين والمتزلجين، المتسلقين، لاعبي الغولف، الخ[2]

## العلاج
ويعتبر هذا الوضع ما قبل السرطان لأنه قد يؤدي إلى سرطان الخلايا الحرشفية في حوالي 10٪ من جميع الحالات. فمن غير الممكن التنبؤ بالحالات التي سوف تقدم إلى SCC، وبالتالي فإن التوافق الجاري هو أن جميع الإصابات ينبغي أن تعالج.
يعتبر التهاب الشفة السفعي حالة تسبق الإصابة بالسرطان، وعادة ما تظهر على الشفاه السفلية. ويحدث خلالها ظهور بعض البقع أو خشونة مستمرة للشفاه. وهناك أعراض أقل شيوعاً، تشمل تورم الشفاه، عدم وضوح الحدود بين الشفاه والجلد المحيط بها، وظهور خطوط بارزه على الشفاه. ومن الممكن أن يتحول التهاب الشفة السفعي إلى سرطان الخلايا الحرشفية إذا لم يتم معالجته.

## الوبائيات
بل هو حالة شائعة.